# Americano (canción)
«Americano» es una canción interpretada por la cantante estadounidense Lady Gaga, incluida en el segundo álbum de estudio de la cantante, Born This Way, de 2011. Fue escrita y producida por ella, DJ White Shadow y Fernando Garibay. Siendo una canción mariachi-techno-pop, habla sobre lo que el sueño americano significa para Gaga, sobre las leyes de inmigración, el matrimonio igualitario, y otras leyes injustas para la cantante. La canción fue estrenada en las fechas mexicanas del Monster Ball, siendo esta tocada de manera acústica junto a Garibay.
«Americano» recibió comentarios mixtos por parte de los críticos de música contemporánea, comentando que «era mucho mejor cuando era "Alejandro"» y otros describiendo la pronunciación del español de Gaga como «miserable». Por otro lado, logró llegar a la posición número 12, en la lista Gaon Chart. Además la canción fue utilizada en un avance de la película El Gato con Botas, protagonizada por Antonio Banderas y fue interpretada en la serie Glee por Kate Hudson en el primer capítulo de su cuarta temporada, combinada con la canción «Dance Again» de Jennifer López.

## Antecedentes
Durante una entrevista con la revista Vogue, Gaga describió a la canción como «una gran pista mariachi-techno-house, en la que estoy cantando sobre la ley de inmigración y el matrimonio gay y todas las cosas que tienen que ver con las comunidades marginadas de América». También describió su voz en la pista, comentando: «Suena como una pista pop, pero cuando la canto, veo a Edith Piaf en el escenario con un viejo micrófono». En un avance hecho por NME, Gaga informó:

«Esta fue mi primera colaboración adecuada con Fernando y White Shadow. La discográfica le había estado diciendo a Fernando que baje sus influencias mexicanas, pero aquí es donde realmente las sacó. Fue cuando la Proposición 8 fue revocada en California. La ley de inmigración se aprobó en Arizona, las casas estaban siendo revocadas a los inmigrantes, algunos de los cuales habían estado aquí por 20 años. América fue una vez la tierra de la libertad, y ahora estamos diciéndole a todos que se vayan al carajo».

El 6 de mayo de 2011, en una conferencia de prensa en México, Gaga habló sobre el tema, diciendo que la escribió en respuesta a las leyes de inmigración de Arizona. Continuó diciendo que «no apoyo muchas de esas injustas leyes de inmigración en mi país». Por otro lado dio a conocer que existe una versión de «Americano», la cual es solo mariachi y es cantada totalmente en español.
Fernando Garibay, productor de la canción declaró a MTV que la canción se compuso en agosto de 2010 sobre los acontecimientos del día; la Proposición 8 fue revocada de California. Garibay continuó diciendo que «ella dijo que quería hacer esta canción muy mexicana, sobre la lucha de este pueblo que ha pasado por la libertad, hacia una vida mejor, y todas esas ideas están directamente implementadas en la canción». La canción «nació» cuando Fernando y Gaga comenzaron, con él en «la guitarra y con ella en el piano, casi toda la letra la escribió en el momento, mientras la cantaba hasta el final».

## Composición
Escrita por Lady Gaga, Fernando Garibay, DJ White Shadow y Cheche Alara, habla sobre el sueño americano, el matrimonio gay y sobre la inmigración en Estados Unidos. «Americano» es una canción bilingüe, que recuerda a Alejandro. Pero en esta pista, la letra se centra en el romance entre —como dice la letra— «una chica en L.A./Con bermudas florales tan dulces como mayo» y Gaga. Luego, la cantante sigue lamentándose diciendo que «Nos enamoramos/Pero no en la corte», una clara referencia al matrimonio gay. El resto de la letra parece ser una mezcolanza de temas polémicos (gobierno, religión, rebelión, inmigración).
Musicalmente, fue descrita por la cantante como «un [tema] mariachi-techno-house». Producida por Gaga, Garibay y Paul Blair, este último conocido por su seudónimo DJ White Shadow, la canción contiene ritmos latinos y guitarras españolas que se unen con la música dance urbana. Mientras Gaga canta «No hablo tu Americano/No hablo tu Jesús Cristo», suenan sintetizadores y bocinas de mariachi que se mezclan en el fondo.

## Comentarios de la crítica

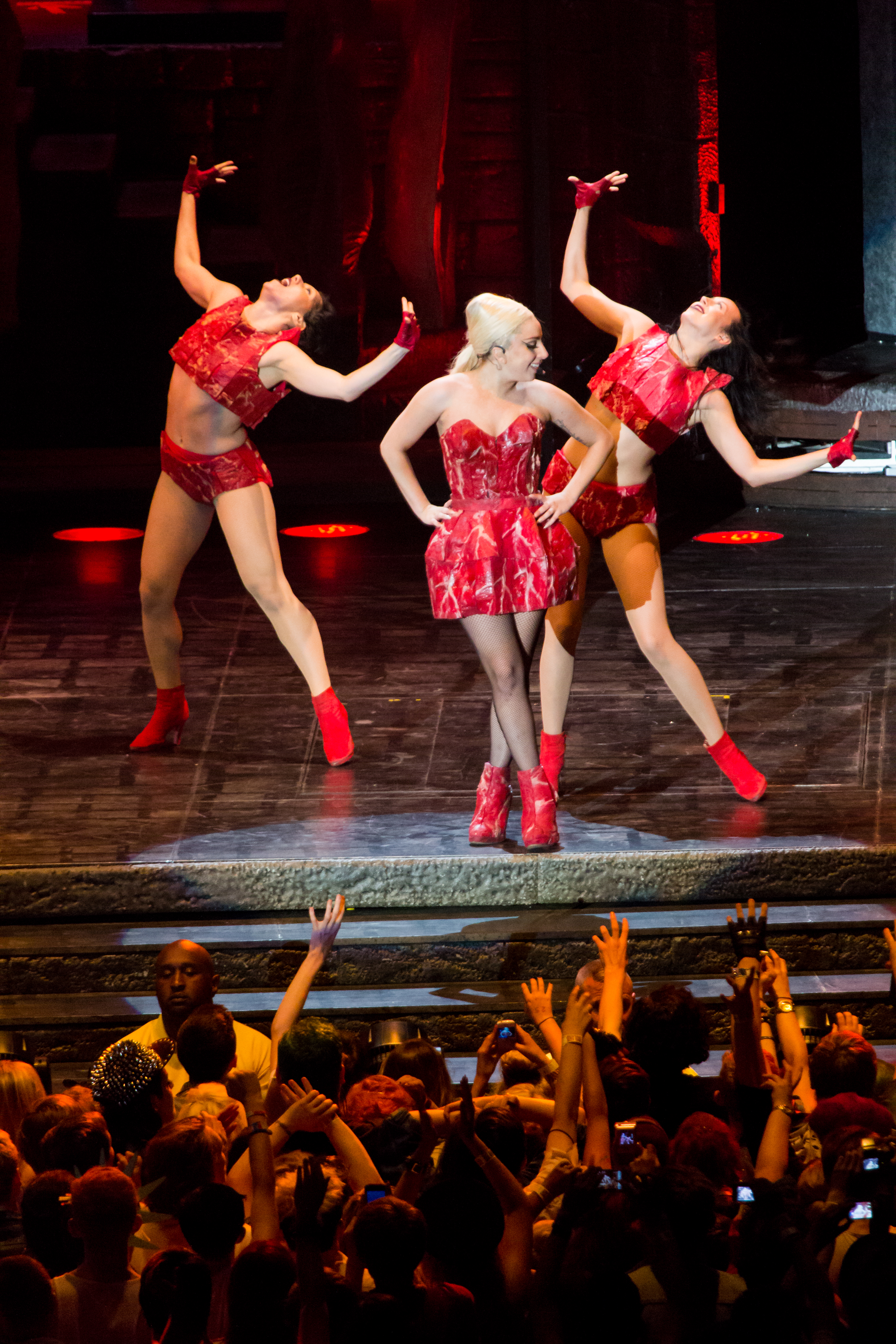
Lady Gaga

En abril de 2011, Peter Robinson, de NME, informó que la canción es «una historia de amor entre Gaga y una de L.A.» y que «es un ácido house alimentado con tema mexicano aplastador».
Más tarde, Dan Martin, también de NME, declaró que «Americano» es «un mariachi de campo que asume la fórmula de 'Alejandro', a través de Evita y algún número de trompetas españolas aventureras», entre otros comentarios. Jody Rosen, de la Rolling Stone, dijo que es «la canción más homosexual que Gaga ha grabado» además de tener «un pronunciado sabor latino, que se completa con guitarras de flamenco y castañuelas». Ivar Muñoz-Rojas, de la Rolling Stone española, dijo que «Americano evoca con éxito (esto es: con humor) sonidos zíngaros y bailables». Alfonso Ortega, de Fanzine Radar, la llamó «extraño experimento» y «una latinada tan sonrojante como adictiva en la que la cantante se atreve a cantar en español». Ed Comentale de Tiny Mix dijo la canción «resume los dialectos de inmigrantes, mientras que el narrador no habla su lengua nativa, y parece estar en Estados Unidos simplemente por el dinero, su gran amor por la nación conduce a una emocionante vida rebelde y a alocadas aventuras psicosexuales en el borde de de la ley». Por otro lado, Craig Jenkins de Prefix dijo que «era mucho mejor cuando era "Alejandro" (o para el bien de la posteridad, "La Isla Bonita")». Andrew Unterberger de Popdust dijo que la canción suena como «un intento de Gaga de hacer el más potente tango del mundo, un número de casa con tinte de flamenco complementado con rasgueos dramáticos, cuernos sintetizados y letra en español». Luego, continuó dando una crítica negativa sobre el acento español de la cantante, describiéndolo como «miserable», y diciendo que todo el trabajo termina sonando como «queso rayado e imposible».

## Presentaciones en vivo
Durante los conciertos del Monster Ball en Guadalajara y en el Distrito Federal, los 3, 5 y 6 de mayo de 2011, Gaga presentó en directo la canción. Gaga interpretó junto a Fernando Garibay una versión acústica de la canción, solo ella con un piano decorado con la bandera mexicana y la guitarra de Garibay. También interpretó la canción en la Robing Hood Gala 2011 el 10 de mayo,[cita requerida] y el 15 en el concierto de BBC Radio 1'S Big Weekend, junto con canciones tales como «The Edge of Glory», «Bad Romance», y otras, incluida la versión de «Orange Colored Sky».
La canción se incluyó en el repertorio de la tercera gira musical de Lady Gaga, The Born This Way Ball. Durante la interpretación de «Americano», Gaga usó un vestido formado por un escote corazón, minifalda abultada junto con unos zapatos que simulan ser de carne.

## Posicionamiento en listas

### Semanales
| Corea del Sur | South Korean Gaon Chart | 12 |

## Créditos y personal
- Instrumentos, arreglos por – Cheche Alara, Fernando Garibay
- Grabado, mezclado por – Dave Russell, (Rafa Sardina)
- Productor – Fernando Garibay, Lady Gaga, Paul Blair
- Masterización por – Gene Grimaldi
- Programación por – Fernando Garibay, Paul Blair
- Sintetizadores, guitarras – Fernando Garibay
- Guitarrón, Vihuela – Mario Hernández
- Escritura por – Cheche Alara, Fernando Garibay, Lady Gaga, Paul Blair
- Guitarras – Stephanie Amaro
- Voz - Lady Gaga
- Violines – Julio Hernández, Suemy González
- Trompetas – Harry Kim
- Respaldos vocales – Fernando Garibay, Lady Gaga (Carlos Murguía, David Gómez, Jorge Álvarez)
- Requinto – Andy Abad

Fuentes: Allmusic